# 五鹿山仮乗降場

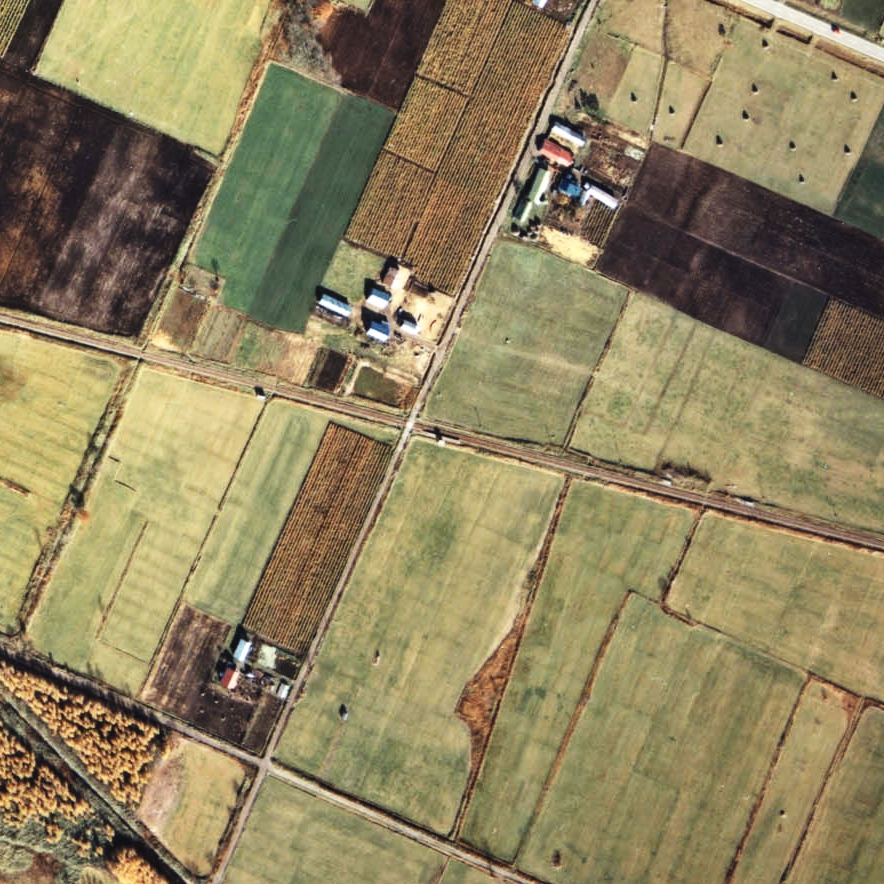
1977年の五鹿山仮乗降場と周囲約500m範囲。右が網走方面。周囲は家屋の点在する田園地帯。この駅から500m程南方に、五鹿山への登り口がある。標高125.5mの五鹿山公園は桜の名所として知られる。

五鹿山仮乗降場（ごかざんかりじょうこうじょう）は、北海道（網走支庁）紋別郡上湧別町（現・湧別町）北兵村にかつて設置されていた、日本国有鉄道（国鉄）湧網線の仮乗降場（廃駅）である。湧網線の廃線に伴い、1987年（昭和62年）3月20日に廃駅となった。
一部の普通列車は通過した（1986年（昭和61年）3月3日改正時点で、下り3本上り5本）。

## 歴史
- 1958年（昭和33年）7月1日 - 日本国有鉄道湧網線の五鹿山仮乗降場（局設定）として開業[1]。
- 1987年（昭和62年）3月20日 - 湧網線の全線廃止に伴い、営業を停止し、廃止となる[1]。

### 駅名の由来
当仮乗降場が所在した地の附近に聳えている、山の名に由来する。

## 駅構造
廃止時点で、1面1線の単式ホームを有する地上駅であった。
廃止時まで仮乗降場であり、無人駅となっていた。

## 駅周辺
- 国道238号（オホーツク国道）[4]
- 国道242号（置戸国道）[4]
- 五鹿山公園 - ツーリングトレインが設置されている[5]。
- 町営五鹿山スキー場

## 駅跡
2011年（平成23年）時点で、当仮乗降場の遺構は全て撤去されており、跡形も無い。
また、2011年（平成23年）時点では当仮乗降場跡附近の線路跡が舗装された道路として再利用されていた。

## 隣の駅
日本国有鉄道
湧網線 
中湧別駅 - 五鹿山仮乗降場 - <福島仮乗降場> - 芭露駅